# Claus Weselsky

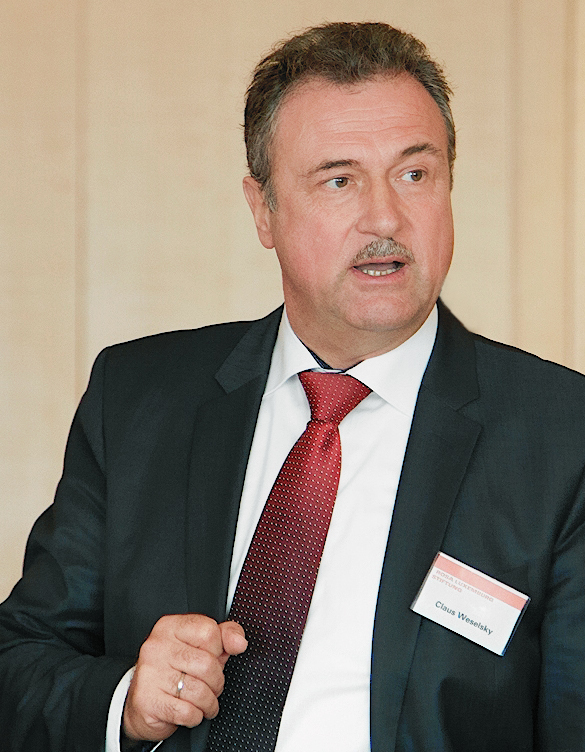
Claus Weselsky (2015)

Claus Weselsky (* 18. Februar 1959 in Dresden) ist ein deutscher Lokführer und Gewerkschaftsfunktionär. 1990 trat er der Gewerkschaft Deutscher Lokomotivführer (GDL) bei, deren Bundesvorsitzender er von 2008 bis 2024 war.

## Leben

### Kindheit, Ausbildung und Beruf
Claus Weselsky wurde als Sohn einer Arbeiter- und späteren Neubauernfamilie in Dresden geboren und wuchs in der DDR im Bezirk Dresden auf. Er hat zwei ältere Geschwister. Nach Weselskys Geburt zogen seine Eltern mit den Kindern im Rahmen der Kampagne „Industriearbeiter aufs Land“ nach Kreischa bei Dresden, wo eine Neubauernstelle frei geworden war. Sie übernahmen dort einen Vierseithof. Weselsky absolvierte die Polytechnische Oberschule und arbeitete nebenher in der Landwirtschaft.
Er erlernte den Beruf des Dieselmotorenschlossers und wurde nach dem ersten Lehrjahr für die Spezialisierung zum Lokführer ausgewählt. Er erlernte von 1975 bis 1977 bei der Deutschen Reichsbahn (DR) in Dresden den Beruf des Schienenfahrzeugschlossers. 1977 schloss sich die Ausbildung zum Lokführer für Diesel- und E-Lokomotiven an. Anschließend wurde er bei der DR als Lokführer eingesetzt, anfangs auf Rangierloks, ab 1982 auf Güterzügen und später auch auf Personen- und Schnellzügen. Weselsky lebte bis 1990 in Kreischa.

### Gewerkschaftliche Tätigkeit
Im Mai 1990 trat Weselsky in die Anfang 1990 wiedergegründete Gewerkschaft Deutscher Lokomotivführer (GDL) ein.
Nach der Wende in der DDR war Weselsky ab 1990 bei der DR als Koordinator sowie als Personalrats- und Betriebsratsmitglied tätig. Nachdem die GDL einen Ost-Verband gegründet hatte, leitete Weselsky ab 1990 deren Ortsgruppe in Pirna. 1992 fuhr er seinen letzten Zug, anschließend war er als Gewerkschaftsfunktionär tätig. Er war dabei zunächst Betriebsrat im Regionalverkehr in Dresden. Nach 1992 war er stellvertretender Bezirksvorsitzender des Bezirks Dresden, von 1999 an stellvertretender Bezirksvorsitzender im fusionierten Bezirk Berlin-Sachsen-Brandenburg. Von 2002 bis 2006 war er Mitarbeiter der Tarifabteilung der GDL.
Seit der Fusion der Deutschen Reichsbahn mit der Deutschen Bundesbahn 1993 gehört er der Deutschen Bahn AG (DB) an. Dort ist er seit 2002 für seine gewerkschaftliche Tätigkeit freigestellt. 2002 wechselte er in die Gewerkschaftszentrale der GDL nach Frankfurt am Main.
Zwischen Mai 2006 und Mai 2008 war er stellvertretender Bundesvorsitzender der GDL, seit dem 6. Mai 2008 ist er ihr Bundesvorsitzender. Einer breiten Öffentlichkeit wurde er 2007 und 2008 während des Tarifkonflikts mit der Deutschen Bahn bekannt. Im Mai 2008 wurde er zum Nachfolger von Manfred Schell als Bundesvorsitzender der GDL gewählt.
Im Tarifkonflikt 2007 war er als Tarifexperte in erster Reihe an den Verhandlungen mit der Deutschen Bahn beteiligt. Im gleichen Jahr bot ihm die Deutsche Bahn den Posten des Personalvorstandes an, den er ablehnte.
Mitte 2010 wurde er zum Vizepräsidenten der Autonomen Lokomotivführer-Gewerkschaften Europas (ALE) gewählt. 2012 wurde er mit 90 Prozent der Stimmen als GDL-Vorsitzender wiedergewählt.
Außerdem ist er seit 2012 stellvertretender Bundesvorsitzender des gewerkschaftlichen Dachverbandes DBB Beamtenbund und Tarifunion.
Als Vertreter der Arbeitnehmer saß Weselsky bis 17. Juni 2015 im Aufsichtsrat der DB Regio AG. Er hatte diese Funktion seit Juli 2006 inne.
Nach 16-jähriger Tätigkeit als GDL-Vorsitzender kandidierte er bei der Generalversammlung am 3. September 2024 nicht erneut und wechselte in den Ruhestand. Mario Reiß wurde zu seinem Nachfolger und Weselsky selbst zum Ehrenvorsitzenden gewählt.
Zum 1. Februar 2025 wurde Weselsky ein Vorstand der Fair Train.

### Kontroversen
Als Mitte April 2013 ein Konflikt innerhalb des GDL-Vorstandes eskalierte und mit der Amtsenthebung der beiden Stellvertreter von Weselsky durch den Hauptvorstand endete, geriet Weselsky in verbandsinterne Kritik. Sein Vorgänger Schell warf ihm einen autoritären Führungsstil vor (vergleichbar „mit dem von Diktatoren wie Assad und Mao“) und legte aus Protest den Ehrenvorsitz der GDL nieder. Die von Schell im gleichen Jahr mitgegründete Initiative für Demokratie und Rechtsstaatlichkeit in der GDL kritisiert Weselsky scharf. Im August 2015 wurde Schell wegen Beitragsrückständen aus der GDL-Mitgliedsliste gestrichen. Wegen des Vorwurfs des gewerkschaftsschädigenden Verhaltens beschloss der geschäftsführende GDL-Vorstand auch den Ausschluss der Ex-Funktionäre Volker Siewke und Dieter Kowalsky.
Im August 2014 geriet Weselsky in öffentliche Kritik, da er auf einem Aktionstag der GDL mit einem Vergleich zur Gründung der deutlich mitgliederstärkeren Eisenbahn- und Verkehrsgewerkschaft (EVG) kranke bzw. behinderte Menschen diskriminiert hatte. Er sagte: „Wenn sich zwei Kranke miteinander ins Bett legen und ein Kind zeugen, da kommt von Beginn an was Behindertes raus.“ Weselsky bat um Entschuldigung für diese Äußerung. Sein Verhältnis zum damaligen EVG-Vorsitzenden Alexander Kirchner, der einen behinderten Sohn hatte, gilt seither als zerstört. Später bezeichnete Weselsky seine Äußerung als größten Fehler des Tarifkonflikts.
Auch ein GDL-Streik im Herbst 2014 löste umfassende Kritik an Weselsky in den Medien aus. Vorgeworfen wurden ihm insbesondere mangelnde Verhandlungsbereitschaft und das Bestreben, den Machtbereich der GDL zu erweitern – zu Lasten der Bahnkunden und der konkurrierenden Eisenbahn- und Verkehrsgewerkschaft. Kritisiert wurden unter anderem die Streiklänge von 50 Stunden bzw. 61 Stunden und der Streiktermin an einem der verkehrsreichsten Wochenenden des Jahres, an dem in sieben Bundesländern die Herbstferien begannen und in zwei Bundesländern endeten und zudem die offiziellen Feierlichkeiten zum 25. Jahrestag des Mauerfalls am 9. November 1989 anstanden. Als die Boulevardzeitung Bild anlässlich eines viereinhalbtägigen Streiks seine Telefonnummer abdruckte, ließ er sein Telefon auf das von Bahnchef Rüdiger Grube umleiten. Der Deutsche Journalisten-Verband kritisierte jedoch die Tendenz in den Medien, „den Vorsitzenden der Gewerkschaft Deutscher Lokomotivführer als Privatperson an den Pranger zu stellen“. Dies verletze „die journalistischen Spielregeln“ und spiele „zudem den Gegnern der Tarifpluralität in die Hände“. Auch der Medienjournalist Stefan Niggemeier äußerte sich kritisch über die Medienberichterstattung über Weselsky, die er mit einem „unsachliche[n] Pöbelton“ verglich. Nach einer anonymen Drohung beantragte Weselsky Ende 2014 Polizeischutz.
Jan Böhmermann widmete ihm 2023 in der Sendung ZDF Magazin Royale den Song Claus Weselsky (ist immer noch da). Am 13. Januar 2025 begleitete Claus Weselsky diesen Song als Dirigent beim Auftaktkonzert der Tour Eisern Ehrenfeld von Jan Böhmermann und dem Rundfunk-Tanzorchester Ehrenfeld in der Frankfurter Jahrhunderthalle.

### Privatleben
Weselsky ist seit Juli 2007 Mitglied der CDU.
Er ist geschieden und Vater eines erwachsenen Sohnes.